# Альгадефе
Альгадефе (ісп. Algadefe) — муніципалітет в Іспанії, у складі автономної спільноти Кастилія-і-Леон, у провінції Леон. Населення — 315 осіб (2010).
Муніципалітет розташований на відстані близько 250 км на північний захід від Мадрида, 43 км на південь від Леона.

## Демографія
Динаміка населення (INE ):